# Tour de Pologne féminin
Le Tour de Pologne féminin est une  course cycliste par étapes féminine disputée en Pologne créée en 1998. 
Entre 2005 et 2008, la course est classée en catégorie 2.2 au calendrier international féminin de l'UCI. Après 2008, il y a eu une longue pause  au cours de laquelle l'épreuve n'est organisée qu'en 2016. La course est de retour au calendrier UCI lors la saison 2024 et est classée dans la catégorie UCI 2.2.
Le tour est organisé par le même organisateur qui est également responsable du Tour de Pologne masculin. Cependant, les courses se déroulent à des périodes différentes. Seule la Polonaise Bogumiła Matusiak a remporté la course à deux reprises.

## Palmarès
| Année                            | Vainqueur          | Deuxième                | Troisième                  |
| -------------------------------- | ------------------ | ----------------------- | -------------------------- |
| Eurosport Tour                   |                    |                         |                            |
| 1998                             | Hanka Kupfernagel  | Susanne Ljungskog       | Sanna Lehtimäki            |
| 1999                             | Judith Arndt       | Jenny Algelid           | Valentina Gerasimova       |
| Eko Tour Dookola Polski          |                    |                         |                            |
| 2000                             | Lada Kozlíková     | Nicole Brändli          | Patricia Hempel            |
| 2001                             | Christina Becker   | Lada Kozlíková          | Doris Posch                |
| 2002                             | Valentyna Karpenko | Anita Valen de Vries    | Noemi Cantele              |
| 2003                             | Tatiana Stiajkina  | Valentina Polkhanova    | Olga Sljussarewa           |
| 2004                             | Tatiana Guderzo    | Maja Włoszczowska       | Bogumiła Matusiak          |
| 2005                             | Bogumiła Matusiak  | Volha Hayeva            | Tereza Němcová             |
| 2006                             | Bogumiła Matusiak  | Grete Treier            | Paulina Brzeźna-Bentkowska |
| Tour de Pologne                  |                    |                         |                            |
| 2007                             | Kirsten Wild       | Grete Treier            | Stephanie Pohl             |
| 2008                             | Sara Mustonen      | Alexandra Burtschenkowa | Liesbet De Vocht           |
| pas de course entre 2009 et 2015 |                    |                         |                            |
| 2016                             | Jolanda Neff       | Flávia Oliveira         | Tetyana Riabchenko         |
| pas de course entre 2017 et 2023 |                    |                         |                            |
| 2024                             | Laura Molenaar     | Scarlett Souren         | Katarzyna Wilkos           |
| 2025                             |                    |                         |                            |